# Bachelor of Music
Bachelor of Music è un titolo accademico rilasciato da un college, università o conservatorio al termine di un programma di studio musicale. Negli Stati Uniti è una laurea professionale e la maggior parte del lavoro consiste in corsi di musica prescritti e studio della musica applicata, che di solito richiede competenza in strumenti, voce o direzione orchestrale. In Canada il B.M. è spesso considerato un corso di laurea. I programmi durano in genere da tre a quattro anni e mezzo.
La laurea può essere conferita per spettacolo, educazione musicale, composizione, teoria musicale, musicologia/storia musicale (i corsi di musicologia possono essere Bachelor of Arts (BA) piuttosto che BM), tecnologia musicale, musicoterapia, musica sacra, industria dello spettacolo/industria musicale, intrattenimento, produzione musicale o studi di jazz. Negli anni 2010 alcune università hanno iniziato a offrire lauree in composizione musicale con tecnologia, che includono corsi di teoria e musicologia tradizionale e corsi di registrazione sonora e composizione basati su tecnologie digitali.
Nel Regno Unito, il Bachelor of Music è generalmente una laurea di primo livello che dura tre anni (o quattro anni in Scozia) e consiste in una vasta gamma di aree di studio (di solito tra spettacolo, composizione, teoria musicale, musicologia / storia musicale), ma all'Università di Oxford e all'Università di Cambridge è un diploma postuniversitario di un anno che può essere conseguito solo se uno studente è laureato in musica con lode in quelle università; il corso di laurea è presso la Facoltà di Lettere e conduce al Bachelor of Arts (e successivamente al Master of Arts (Oxbridge)).

## Abbreviazioni
Dopo il nome del titolare di un diploma, come su un biglietto da visita o un CV, il titolo è abbreviato in vari modi, tra cui: B.M., BM, B.Mus, BMus, Mus.B o Mus.Bac. Alcuni destinatari aggiungono un'abbreviazione per il nome dell'istituzione che ha concesso il titolo, ad es. "Susan Bhattara, B.Mus. (Oxon)"; Oxon è l'abbreviazione latina per Oxford University.

## Opzioni post laurea
I laureati possono candidarsi per lavori nello spettacolo, l'insegnamento o l'amministrazione artistica. Inoltre i laureati possono fare domanda per lavori che richiedono un diploma di laurea in ogni materia, come ad esempio alcuni lavori di primo livello nel settore bancario, assicurativo, vendite e amministrazione. I laureati con un interesse per l'insegnamento nel sistema scolastico possono continuare per completare un diploma di insegnamento. I laureati che hanno raggiunto uno standard elevato sul loro strumento, voce, o un'altra specializzazione come composizione o direzione possono essere idonei a richiedere un Master of Music (M.M.) se i loro voti sono abbastanza alti (in genere è richiesta una media B+ o A- ). I laureati B.M. possono anche indirizzarsi a una serie di programmi di laurea fuori dalla musica, come ad esempio biblioteconomia, economia aziendale o pubblica amministrazione; in genere è richiesta una media B+ o A-. Alcuni programmi potrebbero richiedere laureati B.M. per completare i corsi di preparazione o di trucco nel campo del master. Inoltre, alcuni programmi richiedono GRE (Graduate Record Examination) o GMAT (test standardizzati). I laureati B.M. in alcuni settori, come la composizione, la teoria musicale o la musicologia, possono essere in grado di indirizzarsi direttamente ai programmi di dottorato se hanno lettere di raccomandazione alte e medie.